# Problem Hadwigera-Nelsona
Problem Hadwigera-Nelsona – nierozwiązany problem matematyczny sformułowany przez Hadwigera i Nelsona. Jeden z najbardziej znanych problemów związanych z kolorowaniem płaszczyzny, obok problemu czterech kolorów.
Problemem tym jest wyznaczenie najmniejszej liczby kolorów potrzebnej do pokolorowania płaszczyzny tak, by dowolne dwa punkty, których odległość od siebie jest równa 1, nie miały tego samego koloru. 
Nie jest znane rozwiązanie problemu, lecz wiadomo, iż rozwiązania należy szukać spośród liczb: 5, 6 lub 7 kolorów. Liczba 4 została wykluczona w pracy opublikowanej 8 kwietnia 2018 roku przez Aubreya de Greya.